# فرودگاه منطقه‌ای سنفورد
فرودگاه منطقه‌ای سنفورد (به انگلیسی: Sanford Regional Airport) یک فرودگاه همگانی بهره‌برداری هوایی با کد یاتا SFM است که یک باند فرود آسفالت دارد و طول باند آن ۱۹۴۷ متر است. این فرودگاه در شهر سنفورد، ماین کشور ایالات متحده آمریکا قرار دارد و در ارتفاع ۷۴ متری از سطح دریا واقع شده است.